# 추풍령면
추풍령면(秋風嶺面)은 대한민국 충청북도 영동군에 있는 면 소재지이다.

## 개요
1991년 영동군 황금면(黃金面)을 추풍령면으로 개칭했다. 추풍령면은 북서부에 소백산맥의 지류인 백화산맥이 지나고 있으며 서쪽에는 봉대산, 북쪽에는 지장산, 남쪽에는 눌의산, 동쪽에는 난함산 등 비교적 높은 산악으로 둘러싸여 있는 고원 지대이다. 경부고속도로 추풍령 나들목이 있으며 국도 제4호선이 영동군 영동읍 - 김천시 방면으로 연결되어 있어서 교통 여건은 양호한 편이다.

## 행정 구역
- 계룡리 (溪龍里)
- 관리 (官里)
- 사부리 (沙夫里)
- 신안리 (新安里)
- 웅북리 (熊北里)
- 작점리 (雀店里)
- 죽전리 (竹田里)
- 지봉리 (池鳳里)
- 추풍령리 (秋風嶺里)

## 교육
- 추풍령초등학교
- 추풍령중학교